# Van Timmerenpolder
De Van Timmerenpolder is een voormalig waterschap in de provincie Groningen.
In de driehoek tussen het Damsterdiep (tussen Oosterdijkshorn en Ten Post), de Ten Poster Ae (globaal tussen Ten Post en Woltersum) en het Lustigemaar (tussen Woltersum en Oosterdijkshorn) lagen zes kleine waterschappen. De meest zuidelijke hiervan was de Van Timmerenpolder. De polder die één ingeland had, lag tussen het Lustigemaar en de Ae en pal tegen het dorp Woltersum aan. De polder was zo'n 650 m lang en zo'n 450 m breed. De kade tussen de Kimmpolder en het Lustigemaar behoorde ook tot het waterscha.
De polder had een molen die uitsloeg op het Lustigemaar.
De andere polders in het gebied waren:
- Reddingiuspolder
- De Hoop
- Tuiningapolder
- Woldringpolder
- Kimmpolder

Waterstaatkundig gezien ligt het gebied sinds 2000 binnen dat van het waterschap Noorderzijlvest.